# Messias
Messias is een term uit het jodendom voor de grote leider die in een apocalyptische eindstrijd wereldwijde vrede en welvarendheid brengt. In het christendom wordt deze figuur gespecificeerd als Jezus. In brede zin wordt met messias iemand aangeduid die een grote groep mensen bevrijdt. Soms wordt ook een pejoratieve betekenis gebruikt, voor iemand die zich wat al te nadrukkelijk opstelt als de grote bevrijder; de term 'messiascomplex' slaat op een ongezonde drang anderen te redden.

## Etymologie
Messias is de vergriekste vorm van het Aramese woord מְשִׁיחָא, məšîḥā’, in het Hebreeuws: הַמָּשִׁיחַ, hammāšîaḥ, dat "gezalfde" betekent. Met enkele uitzonderingen wordt het woord "gezalfde" in de Hebreeuwse Bijbel voorbehouden aan koningen, zowel voor de eerste koning Saul (1 Samuel 24:7,11; 26:9,11,16,23; 2 Samuel 1:14,16) als voor David en zijn nakomelingen (1 Samuel 2:10,35; 16:6; 2 Samuel 19:22; 22:51; 23:1; Habakuk 3:13; Psalmen 2:2; 20:7; 28:8; 84:1; 89:39,52; 132:10,17; Klaagliederen 4:20; 2 Kronieken 6:42). In Jesaja 45:1 wordt het gebruikt voor de Perzische koning Cyrus II de Grote en in Psalm 105:15 voor de aartsvaders.
De Griekse transcriptie μεσσίας, messias, "messias" komt in het Nieuwe Testament slechts twee keer voor (Johannes 1:42; 4:25). Op andere plekken wordt de vertaling ervan gebruikt: Χριστός, Christos, "Christus".

## Messiaanse verwachtingen in het jodendom

### Hebreeuwse Bijbel
De vraag in hoeverre er überhaupt sprake kan zijn van messiaanse verwachtingen in de Hebreeuwse Bijbel, wordt betwist. Geen enkele tekst waarin de titel 'messias' voorkomt, heeft een toekomstige heerser in gedachten. Aan de andere kant wordt de hoop op vernieuwing of herstel van het koningschap van Jeruzalem gevonden in teksten waarin de titel ontbreekt. Deze omvatten de teksten van de profetische traditie waarnaar traditioneel wordt verwezen als "messiaanse profetieën" (Jesaja 7:14-16; 9:1-6; 11:1-10; Micha 5:1-5; Zacharia 9:9-10) evenals de passages die later als messiaans werden geïnterpreteerd (Genesis 49:8-10; Numeri 24:17-18). 
De pogingen van vroege onderzoekers om deze teksten te lezen in grote lijnen met de messiaanse opvattingen van het vroege jodendom of het Nieuwe Testament (Hühn, König, Rehm) kunnen vanuit historisch-kritisch oogpunt niet worden volgehouden. Enerzijds speelt het koningschap in het algemeen een ondergeschikte rol in de oudtestamentische verlossingsverwachtingen, en anderzijds kan, zelfs met de verwachtingen geformuleerd in profetische teksten, niet worden uitgesloten dat sommige van de beloften terug worden geprojecteerd (vaticinia ex eventu), die oorspronkelijk waren gebaseerd op een historische koning en niet gerelateerd zijn aan een toekomstige koning. Met name de passages uit Jesaja 7:14, 9:5 en 11:1 zijn geïnterpreteerd als Hizkia of Josia, afhankelijk van de datum en opdracht.

### Later jodendom
In het jodendom is de messias vanaf de tweede eeuw v.Chr. een leider die een messiaanse periode van vrede en welvarendheid voor Joden en andere volkeren gaat inluiden, die uiteindelijk leidt tot de eindtijd. De persoon in kwestie zou afstammen van koning David en zou het leiderschap van zijn koningshuis herstellen. De messias wordt genoemd als belangrijke profeet en koning, onder het voorbehoud dat hij als profeet minder belangrijk is dan Mozes en als koning minder belangrijk dan koning David.
De aard van het herstel dat de messias tot stand zal brengen, was in de oudheid onderwerp van discussie. Waar sommigen meenden dat de messias een oorlogsleider zal zijn (zoals de targoem-vertalers van Numeri), meenden anderen dat het herstel ethisch van aard zou zijn, zoals de auteur van de zeventiende psalm uit de Psalmen van Salomo. Onder de Dode-Zeerollen zijn teksten die het optreden van twee messiassen vermelden. De belangrijkste, priesterlijke zou de messias van Aäron zijn, de ondergeschikte, seculiere de messias van Israël. Enkele keren is de messias de glorieuze 'telg van David' en een fragment zou volgens een omstreden interpretatie de voorspelling van een stervende messias bevatten.
De uitgebreidste discussie van het messianisme is opgenomen in de Babylonische Talmoed (Sanhedrin 96b-99a).

### De messiaanse profetieën volgens het jodendom
- Het Sanhedrin zal opnieuw worden vastgesteld (Jesaja 1:26)
- Zodra hij koning is zullen de leiders van andere naties naar hem kijken voor begeleiding (Jesaja 2:4)
- De hele wereld zal de ene God van Israël aanbidden (Jesaja 2:11-17)
- Hij zal afstammen van koning David (Jesaja 11:1) via Salomo (1 Kronieken 22:8-10, 2 Kronieken 7:18)
- De "geest van de Heer" zal zijn op hem, en hij zal een "vreze Gods" hebben (Jesaja 11:2)
- Kwaad en tirannie zal niet in staat zijn om op te staan voor zijn leiderschap (Jesaja 11:4)
- Kennis van God zal de wereld vullen (Jesaja 11:9)
- Hij zal mensen uit alle culturen en naties aantrekken (Jesaja 11:10)
- Alle Israëlieten zullen worden teruggestuurd naar hun thuisland (Jesaja 11:12)
- De dood zal worden verzwolgen tot in eeuwigheid (Jesaja 25:8)
- Er zal geen honger of ziekte meer zijn en de dood zal ophouden (Jesaja 25:8)
- Alle doden zullen opstaan (Jesaja 26:19)
- Het Joodse volk zal het eeuwige vreugde en blijdschap ervaren (Jesaja 51:11)
- Hij zal een boodschapper van de vrede zijn (Jesaja 52:7)
- Naties zullen hun misstanden jegens Israël erkennen (Jesaja 52:13-53:5)
- De volkeren van de wereld zullen voor de geestelijke leiding naar de Joden toewenden (Zacharia 8:23)
- De verwoeste steden van Israël zullen worden hersteld (Ezechiël 16:55)
- Wapens van de oorlog zullen worden vernietigd (Ezechiël 39:9)
- Het volk van Israël zal directe toegang tot de Thora door hun gedachten hebben en de Thora-studie zal de studie van de wijsheid van het hart worden (Jeremia 31:33)
- Hij zal je alle waardige verlangens van je hart geven (Psalm 37:4)
- Hij zal het barre land nemen en het rijk en vruchtbaar maken (Jesaja 51:3, Amos 9:13-15, Ezechiël 36:29-30)

#### Eeuwenlange controverse
De aard van het herstel dat de messias tot stand zal brengen, is onder joden altijd een onderwerp van controverse geweest.
Verschillende keren zijn er joodse mannen opgestaan die aanspraak op de titel van messias maakten, maar dat duurde nooit lang. Een dergelijke ‘messias’ was bijvoorbeeld Sjimon bar Kochba, die tussen 132 en 136 een grote opstand tegen de Romeinen leidde.
Eeuwen later wist Sjabtai Tsvi (1626-1676?) grote aantallen joden in beroering te brengen, en in onze tijd kan worden gewezen op de persoon van Menachem Mendel Schneerson, afkomstig uit de familie van Chabad-Lubavitcher rebben, die zich door zijn aanhang als messias liet vereren. Ook de neo-orthodoxe beweging van religieus-zionisten die binnen de staat Israël sinds de veroveringen van 1967 grote politieke invloed is gaan uitoefenen, heeft messiaanse ambities.

#### Modern militant messianisme
Het religieus-zionisme, een militante, veelal neo-orthodoxe stroming in de staat Israël, die in het bijzonder de kolonisten op de Westelijke Jordaanoever (Palestina) inspireert en waarvan Abraham Isaac Kook (1865 - 1935) en zijn zoon Zvi Jehudah Kook (1891 - 1982) de grondleggers waren, hebben de Drie Eden radicaal omgedraaid. De Thora werd geïnterpreteerd in een perspectief van het door God gewenste herstel van het oude Israel van voor de Romeinse bezetting. De nieuwe staat kreeg daarmee een religieuze, verlossende rol toegekend. Het volk zou – hoe verschillend het ook denkt, voelt en handelt – volgens 'een hemels plan', of het nu wil of niet, ingeschakeld zijn om de komst van de Messias actief te versnellen. Dit kon, zoals in het geval van Zvi Jehudah Kook, leiden tot het religieus zingeven aan de Holocaust. Kook jr. sprak over de "wrede hemelse chirurgie" van Auschwitz die de Joden gedwongen zou hebben naar Israël terug te keren, om er de komst van de messias voor te kunnen bereiden. Volgens Ravitsky is er door deze religieus-zionisten binnen de staat Israël "een beslissend en onvermijdelijk messiaans proces" in werking gezet. Göran Rosenberg spreekt in dit verband over "een messianisme zonder messias". De oude joodse orthodoxie en het liberale jodendom verwerpen meestal deze denkwijze.

## Christendom

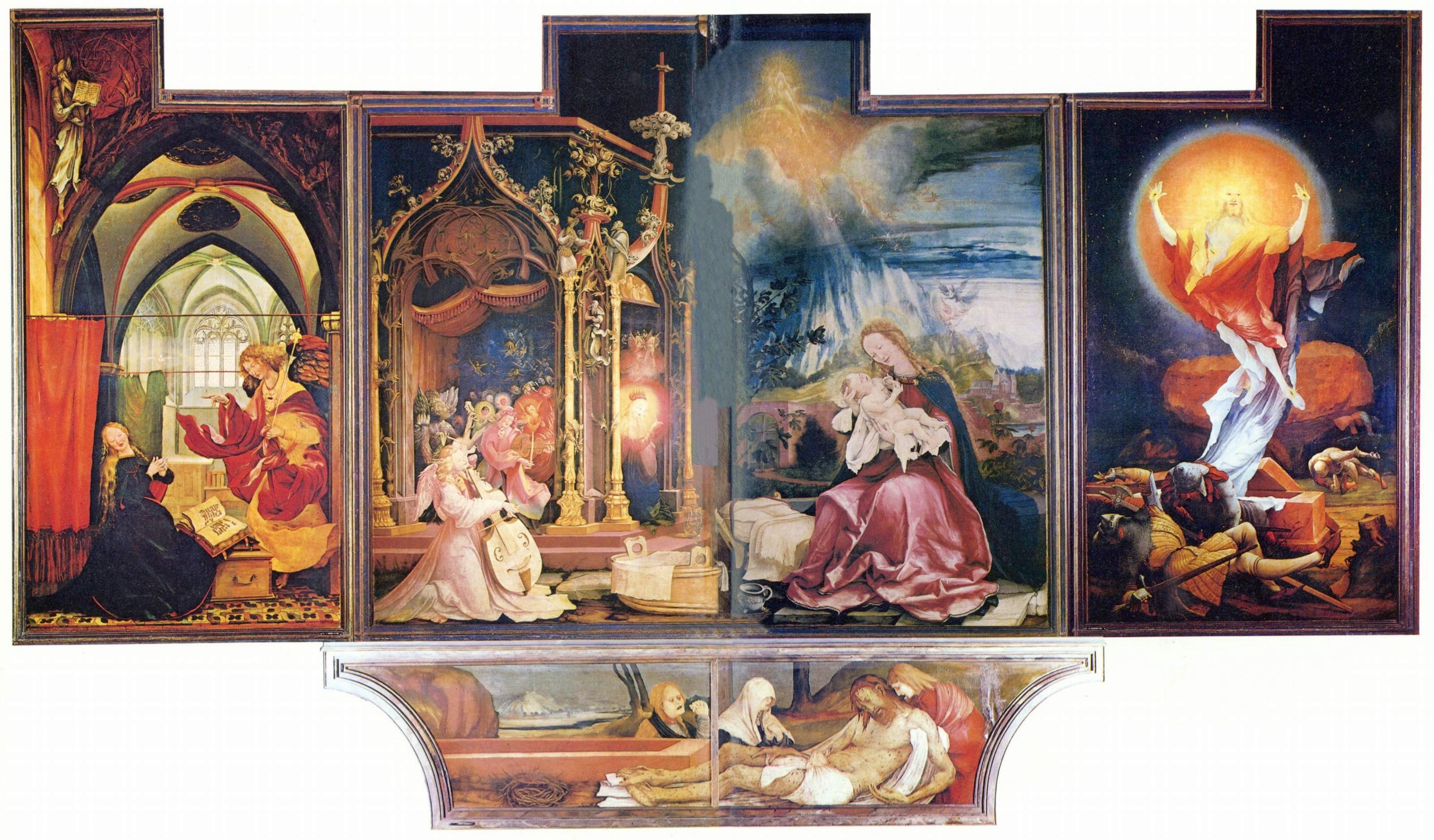
Het leven van Jezus, de messias van de christenen. Door Matthias Grünewald

In het christendom wordt geloofd dat de messias werd aangekondigd in het Oude Testament en is gekomen in de persoon van Jezus Christus. De term 'messias' wordt in het christendom daarom vaak gebruikt om Jezus mee aan te duiden.
De messias speelt een belangrijke rol in de christelijke eschatologie of eindtijdverwachting; het gaat zelfs om de hoofdrol, want bij de Wederkomst van Jezus zal hij volgens de opvatting van de vroege Kerk en kerkvaders het Laatste Oordeel als goddelijke rechter voorzitten, na eerst de antichrist en diens wereldheerschappij te hebben vernietigd. (In het evangelisch christendom geloven millenniaristische stromingen vaak in een duizendjarig vrederijk op aarde van Christus.)

## Rastafari
De filosofie van de Rastafari is gebaseerd op de voorspelling van de Jamaicaan Marcus Garvey, dat er een koning in Afrika zou opstaan die alle zwarte mensen terug zou leiden naar het moederland, Ethiopië (Afrika). Keizer Haile Selassie (voormalig keizer van Ethiopië) zou een directe afstammeling zijn van de Jeruzalemse koning Salomo en de Ethiopische koningin van Seba. Hun zoon zou de Ark van het Verbond (waarin de Stenen Tafelen met daarop de Tien geboden) van de Israëlieten naar Ethiopië hebben gebracht. Volgens de overlevering bevindt de Ark zich nog steeds in Ethiopië. De rasta's zien Ethiopië als het beloofde land (Zion) alwaar alle zwarten ooit terug zullen keren. De westerse wereld wordt gezien als Babylon dat ooit ten onder zal gaan.

## Islam
Binnen de islam wordt algemeen aangenomen dat de profeet Isa (Jezus) de messias (al-masih) is, wat betekent dat hij ten hemel is gevaren en terug zal komen om de rest van zijn leven af te maken en de aarde te zuiveren van afgodendienaren. Jezus is volgens de islam een profeet, de moslims ontkennen de goddelijkheid van Jezus. Jezus is volgens islamitische opvatting niet door mensenhanden gedood en gestorven aan het kruis, maar zou in de nacht van de overlevering aan de Romeinen ten hemel zijn gevaren. Judas Iskariot nam de gedaante van Jezus aan en werd gekruisigd in plaats van de echte Jezus; volgens de Hadith nam een jonge en trouwe apostel van Jezus vrijwillig de gedaante van Jezus aan om zo in het paradijs te komen. Volgens de islam en haar uitleg wordt met de 'plaatsvervanger' waar Jezus over spreekt, niet de Heilige Geest bedoeld, maar de profeet Mohammed. 
Het inluiden van de eindtijd, het laatste der dagen, wordt volgens moslims gedaan door al-Mahdi, een persoonlijkheid die sterke overeenkomst vertoont met de messiasverwachting van de joden, en die heerschappij op aarde zal voeren na een periode van zonde en oorlogen.